# 금강전도 12첩 병풍
금강전도 12첩 병풍(金剛全圖 十二疊 屛風)은 부산광역시 서구에 있는 조선시대의 병풍이다. 
2004년 10월 4일 부산광역시의 유형문화재 제58호 금강전도 12곡병(金剛全圖 十二曲屛)로 지정되었다가, 2018년 10월 3일 현재의 명칭으로 변경되었다.

## 개요
이 병풍은 금강산에 대한 상세한 지리 표현과 화려한 색채효과로 그림지도 역할과 함께 장식화로서 제작된 지본담채의 12폭 병풍이다. 현재 전하는 금강전도는 대부분 조선 중엽 이후 것으로 대체로 정통화법채, 민화채, 판화채의 세 종류로 나누는데, 이 그림은 민화채를 많이 원용하고 있으면서 청록산수화의 심원한 멋을 보여준다. 
동국세시기에 의하면 단오 때 금강산 일만이천봉을 부채에 그리는 풍습이 있었다 하는데, 이는 정초에 세화가 유행했듯이 단오 때는 단오화로서 유행했던 것이다. 또한 죽기 전에 한번은 금강산에 가 보아야 지옥에 가지 않는다는 민간신앙에서 금강산도가 민화로서 더욱 유행했다고 보여진다. 
민화로서 금강산도는 금강산이 영산(靈山)으로서 민족적, 종교적 상징성으로 불교, 도교, 유교, 무교 등과 밀접한 관계를 가진 것으로 파악된다. 모든 물건에 정령이 있다는 원시신앙에서나 산악숭배사상 등에서 금강산에 전세(前世)부처들이 있었다는 설 등으로 금강산은 많은 신비감을 간직한 곳이어서 화면도 추상적·환상적으로 처리하였다. 
이 그림은 정통화법을 충실히 따르지만 민화에서와 같이 지도그림으로서 위치명이 기입되어 있다. 전체 화면을 상·중·하 3단으로 나누어 상단에는 봉우리를, 중단에는 사찰을, 하단에는 바다를 중심으로 해금강을 표현하고 있다. 가운데의 절(寺刹)을 기점으로 그 위로 봉우리를 배치하고 아래로는 도식화된 파도로 금강산의 운치를 더하였다. 따라서 그림의 윗부분은 비로봉, 일출봉, 혈망봉 등의 봉우리와 골산이 표현되었으며, 가운데 부분은 주요 사찰과 암자를 중심으로 폭포와 계곡, 토산이 그려졌고, 그 아래로는 갈퀴 모양의 도식화된 파도로 묘사되었다. 
이 병풍의 중심부는 8폭째에 있는 유점사에 두고 이 주변의 건물, 탑, 종각 등을 매우 세밀하게 묘사하고 이를 좌우로 금강산 만이천봉을 펼쳐 놓은 듯이 배치하였다. 제2폭엔 비로봉, 구룡연, 비로암, 신계사가, 제3폭에는 남암, 발연폭, 제4폭에는 구정봉, 일출봉, 제6폭에는 금수대, 은선암, 불정암, 성불암, 제8~9폭에는 낙안봉, 승휴봉, 유점사, 만경대, 진견성, 양진굴, 단공암, 사선정, 삼일포 등이 보인다.

## 참고 문헌
- 금강전도 12첩 병풍 - 국가유산청 국가유산포털